# Draconarius syzygiatus
Draconarius syzygiatus är en spindelart som först beskrevs av Zhu och Wang 1994.  Draconarius syzygiatus ingår i släktet Draconarius och familjen mörkerspindlar. Inga underarter finns listade i Catalogue of Life.